# Organització per a l'Avanç dels Estàndards de la Informació Estructurada
L'OASIS (acrònim de l'ànglès Organization for the Advancement of Structured Information Standards, Organització per a l'Avanç dels Estàndards de la Informació Estructurada) és un consorci mundial que treballa per la normalització i l'estandardització dels formats de fitxers oberts basats sobretot en XML.
L'OASIS fou creada el 1993 i compta amb 3500 membres de 600 organisations de vora 100 països.
L'adhesió a OASIS és per pagament i els membres són sobretot grans empreses, però una organització amb menys recursos econòmics pot adherir-s'hi si els membres així ho decideixen, com ho feren amb Debian.
OASIS s'estructura en diferents grups de treball, els Technical Committees.
Les normes que s'elaboren es pengen lliurement a la xarxa disponibles en format PDF, i en general, en un format XML.
A diferència del W3C, la majoria de les normes d'OASIS empren el llenguatge d'esquema Relax NG i no pas l'XML Schema dels primers.
L'OASIS és una de les organitzacions autoritzades per l'ISO per a proposar llurs estàndards d'acord amb el procediment «PAS» (Publicly Available Specification, Especificació disponible públicament), que evita que un comitè tècnic de l'ISO dupliqui la feina d'OASIS.

## Membres més coneguts de l'OASIS
- Adobe
- AMD
- Airbus
- AOL
- BEA
- Boeing
- Citrix
- Computer Associates
- Dell
- Departament de Defensa Americà
- EDS
- Fujitsu
- General Motors
- Hewlett-Packard
- Hitachi
- IBM
- Intel
- Mandriva
- Microsoft
- NEC
- NIST
- Nokia
- Novell
- Oracle
- PeopleSoft
- Reuters
- Ricoh
- RSA Security
- SAP
- Sun Microsystems
- Thomson
- VeriSign
- Vignette
- Visa
- WebMethods

## Les normes més conegudes promolgades per l'OASIS
- DocBook
- ebXML
- SAML
- UDDI
- LegalXML
- PKI
- Relax NG
- XDI
- XRI
- OpenDocument
- WS-BPEL